# Jérémie Bonnaud
Jérémie Bonnaud est un gardien de rink hockey né le 22 février 1989. Formé à la Roche-sur-Yon, il joue durant quatre ans au Poiré-sur-Vie avant de revenir en 2017 dans son club d'origine.

## Parcours sportif
Après avoir joué au sein du club de la Roche-sur-Yon, il rejoint en 2013 l'équipe de Nationale 3 du Poiré Roller. Le club est promu en Nationale 2 à la fin de la saison. 

En 2010, il participe à la coupe latine. 

### Palmarès
En 2011, il remporte la coupe de France de rink hockey avec La Vendéenne. 